# Grup 6 de la taula periòdica
| Grup    | 5      |
| Període |        |
| 4       | 24 Cr  |
| 5       | 42 Mo  |
| 6       | 74 W   |
| 7       | 106 Sg |
|         |        |

Un element del grup 6 és un element situat dins de la taula periòdica en el grup 6 que comprèn els elements:
- crom (24)
- molibdè (42)
- tungstè (74)
- seaborgi (106)

«Grup 6» és l'actual nom recomanat per la IUPAC. Abans s'empraven els noms «grup VIA» en el sistema europeu i «grup VIB» en el nord-americà.
La configuració electrònica d'aquests elements no segueix una tendència unificada, tot i que les capes més externes sí que es correlacionen amb les tendències del comportament químic:
«Grup 6» és el nou nom IUPAC per a aquest grup; el nom d'estil antic era «grup VIB» a l'antic sistema dels EUA (CAS) o «grup VIA» al sistema europeu (antiga IUPAC). El grup 6 no s'ha de confondre amb el grup amb els noms encreuats de grup d'estil antic de VIA (sistema dels EUA, CAS) o VIB (sistema europeu, antic IUPAC). Aquest grup s'anomena ara grup 16.

## Història
| Z   | Element  | Nombre d'electrons/shell |
| --- | -------- | ------------------------ |
| 24  | crom     | 2, 8, 13, 1              |
| 42  | molibdè  | 2, 8, 18, 13, 1          |
| 74  | tungstè  | 2, 8, 18, 32, 12, 2      |
| 106 | seaborgi | 2, 8, 18, 32, 32, 12, 2  |

El crom es va informar per primera vegada el 26 de juliol de 1761, quan Johann Gottlob Lehmann va trobar un mineral vermell ataronjat a les mines de Beryozovskoye a les muntanyes Urals de Rússia, que va anomenar "plom vermell siberià". Tot i que es va identificar erròniament com un compost de plom amb components de seleni i ferro, el mineral era Crocoïta amb una fórmula de PbCrO4. Estudiant el mineral el 1797, Louis Nicolas Vauquelin va produir triòxid de crom barrejant crocoïta amb àcid clorhídric, i crom metàl·lic escalfant l'òxid en un forn de carbó un any més tard. També va poder detectar restes de crom en pedres precioses, com el robí o la maragda.

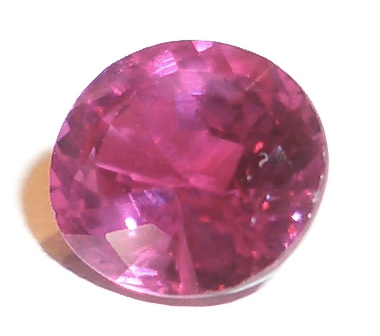
El color vermell dels robins prové d'una petita quantitat de crom (III).

### Descobriments
La molibdenita, el principal mineral del qual ara s'extreu el molibdè, es coneixia anteriorment com a molibdena, que es confonia i sovint s'implementava com si fos grafit. Igual que el grafit, la molibdenita es pot utilitzar per ennegrir una superfície o com a lubricant sòlid. Fins i tot quan la molibdena es distingia del grafit, encara es confonia amb una galena (un mineral de plom comú), que va prendre el seu nom del grec antic Μόλυβδος. molybdos, que vol dir plom. No va ser fins al 1778 que el químic suec Carl Wilhelm Scheele es va adonar que la molibdena no era ni grafit ni plom. Aleshores, ell i altres químics van suposar correctament que era el mineral d'un nou element diferent, anomenat molibdè pel mineral en què es va descobrir. Peter Jacob Hjelm va aïllar amb èxit el molibdè utilitzant carboni i oli de llinosa el 1781.
Pel que fa al tungstè, l'any 1781 Carl Wilhelm Scheele va descobrir que es podia fer un nou àcid, l'àcid tungstè, a partir de la scheelita (aleshores anomenat tungstè). Scheele i Torbern Bergman van suggerir que seria possible obtenir un nou metall reduint aquest àcid. L'any 1783, José i Fausto de Elhúyar van trobar un àcid fet de wolframita que era idèntic a l'àcid tungstic. Més tard aquell any, a Espanya, els germans van aconseguir aïllar el tungstè mitjançant la reducció d'aquest àcid amb carbó vegetal, i se'ls atribueix el descobriment de l'element.
El seaborgi va ser produït per primera vegada per un equip de científics dirigit per Albert Ghiorso al Lawrence Berkeley Laboratory a Berkeley, Califòrnia, el 1974. Van crear seaborgi bombardejant àtoms de californi-249 amb ions d'oxigen-18 fins que es va produir seaborgi-263.

### Evolució històrica i usos
Durant la dècada de 1800, el crom s'utilitzava principalment com a component de pintures i en sals d'adobament. Al principi, la crocoita de Rússia va ser la font principal, però el 1827 es va descobrir un jaciment de cromita més gran prop de Baltimore, Estats Units. Això va convertir els Estats Units en el productor més gran de productes de crom fins al 1848 quan es van trobar grans dipòsits de cromita prop de Bursa, Turquia. El crom es va utilitzar per a la galvanoplàstia ja el 1848, però aquest ús només es va generalitzar amb el desenvolupament d'un procés millorat el 1924.
Durant aproximadament un segle després del seu aïllament, el molibdè no va tenir ús industrial, a causa de la seva relativa escassetat, la dificultat per extreure el metall pur i la immaduresa del subcamp metal·lúrgic. Els primers aliatges d'acer de molibdè mostraven una gran promesa en la seva duresa augmentada, però els esforços es van veure obstaculitzats per resultats inconsistents i una tendència a la fragilitat i la recristal·lització. El 1906, William D. Coolidge va presentar una patent per fer dúctil el molibdè, la qual cosa va portar al seu ús com a element de calefacció per a forns d'alta temperatura i com a suport per a bombetes de filament de tungstè; La formació i degradació d'òxid requereixen que el moli estigui segellat físicament o que es mantingui en un gas inert. El 1913, Frank E. Elmore va desenvolupar un procés de flotació per recuperar la molibdenita dels minerals; la flotació continua sent el procés d'aïllament principal. Durant la Primera Guerra Mundial, la demanda de molibdè va augmentar; es va utilitzar tant en blindatge com a substitut del tungstè en acers d'alta velocitat. Alguns tancs britànics estaven protegits per revestiment d'acer de 75 mm al manganès, però això va resultar ineficaç. Les plaques d'acer al manganès es van substituir per revestiment d'acer de molibdè de 25 mm que permet una major velocitat, una major maniobrabilitat i una millor protecció. Després de la guerra, la demanda va caure en picat fins que els avenços metal·lúrgics van permetre un desenvolupament extensiu d'aplicacions en temps de pau. Durant la Segona Guerra Mundial, el molibdè va tornar a veure una importància estratègica com a substitut del tungstè en els aliatges d'acer.
Durant la Segona Guerra Mundial, el tungstè va tenir un paper important en els negocis polítics de fons. Portugal, com a principal font europea de l'element, va ser sotmès a pressió per ambdues parts, a causa dels seus jaciments de mineral de wolframita a Panasqueira. La resistència del tungstè a les altes temperatures i el seu enfortiment dels aliatges el van convertir en una matèria primera important per a la indústria armamentística.

## Química
A diferència d'altres grups, els membres d'aquesta família no mostren patrons en la seva configuració electrònica, ja que dos membres més lleugers del grup són excepcions del principi d'Aufbau:
| Z   | Element  | Model numèric de Bohr   |
| --- | -------- | ----------------------- |
| 24  | crom     | 2, 8, 13, 1             |
| 42  | molibdè  | 2, 8, 18, 13, 1         |
| 74  | tungstè  | 2, 8, 18, 32, 12, 2     |
| 106 | seaborgi | 2, 8, 18, 32, 32, 12, 2 |

La major part de la química s'ha observat només per als tres primers membres del grup. La química del seaborgi no està molt establerta i, per tant, la resta de l'apartat tracta només dels seus veïns superiors de la taula periòdica. Els elements del grup, com els dels grups 7-11, tenen punts de fusió elevats i formen compostos volàtils en estats d'oxidació més alts. Tots els elements del grup són metalls relativament no reactius amb punts de fusió elevats (1907 °C, 2477 °C, 3422 °C); el del tungstè és el més alt de tots els metalls. Els metalls formen compostos en diferents estats d'oxidació: el crom forma compostos en tots els estats de -2 a +6: pentacarbonilcromat disòdic, decacarbonildicromat disòdic, bis(benzè)crom, pentanitrocianocromat tripotàsic, clorur de crom (II), crom (III) òxid, clorur de crom (IV), tetraperoxocromat de potassi (V) i diòxid de diclorur de crom (VI); el mateix passa també amb el molibdè i el tungstè, però l'estabilitat de l'estat +6 creix al grup. Segons els estats d'oxidació, els compostos són bàsics, anfòters o àcids; l'acidesa creix amb l'estat d'oxidació del metall.

## Presència
El crom és un element natural molt comú. És el 21è element més abundant a l'escorça terrestre amb una concentració mitjana de 100 ppm. Els estats d'oxidació més comuns del crom són estats zero, trivalent i hexavalent. El crom més natural es troba en estat hexavalent. Al voltant de dues cinquenes parts del crom mundial es produeix a Sud-àfrica, seguit del Kazakhstan, Índia, Rússia i Turquia. El crom s'extreu com a mineral de cromita.
El tungstè és un dels elements més rars de la terra. Té una concentració mitjana d'1,5 ppm a l'escorça terrestre. El tungstè es troba principalment en els minerals wolframita i scheelita, normalment maig apareix com un element lliure a la natura. Els principals productors de tungstè del món són la Xina, Rússia i Portugal
El seaborgium no es troba a la natura sinó que es fa en un laboratori.

## Precaucions
Els compostos de crom hexavalent són carcinògens genotòxics. El seaborgi és un element sintètic radioactiu que no es troba a la natura; l'isòtop conegut més estable té una semivida d'aproximadament 14 minuts.

## Aplicacions
- Aliatges[22]
- Catalitzadors
- Aplicacions refractàries i d'alta temperatura, com ara elèctrodes de soldadura i components del forn.
- Metal·lúrgia, de vegades utilitzada en motors de reacció i turbines de gas.[23]
- Colorants i pigments
- Broncejat
- materials durs

## Aparicions biològiques
El grup 6 destaca perquè conté alguns dels únics elements dels períodes 5 i 6 amb un paper conegut en la química biològica dels organismes vius: el molibdè és comú en enzims de molts organismes, i el tungstè s'ha identificat en un paper anàleg en els enzims d'alguns arqueus, com Pyrococcus furiosus. En canvi, i inusualment per a un metall de transició de bloc d de primera fila, el crom sembla tenir pocs papers biològics, tot i que es creu que forma part de l'enzim del metabolisme de la glucosa en alguns mamífers.

Grup 6 de la taula periòdica
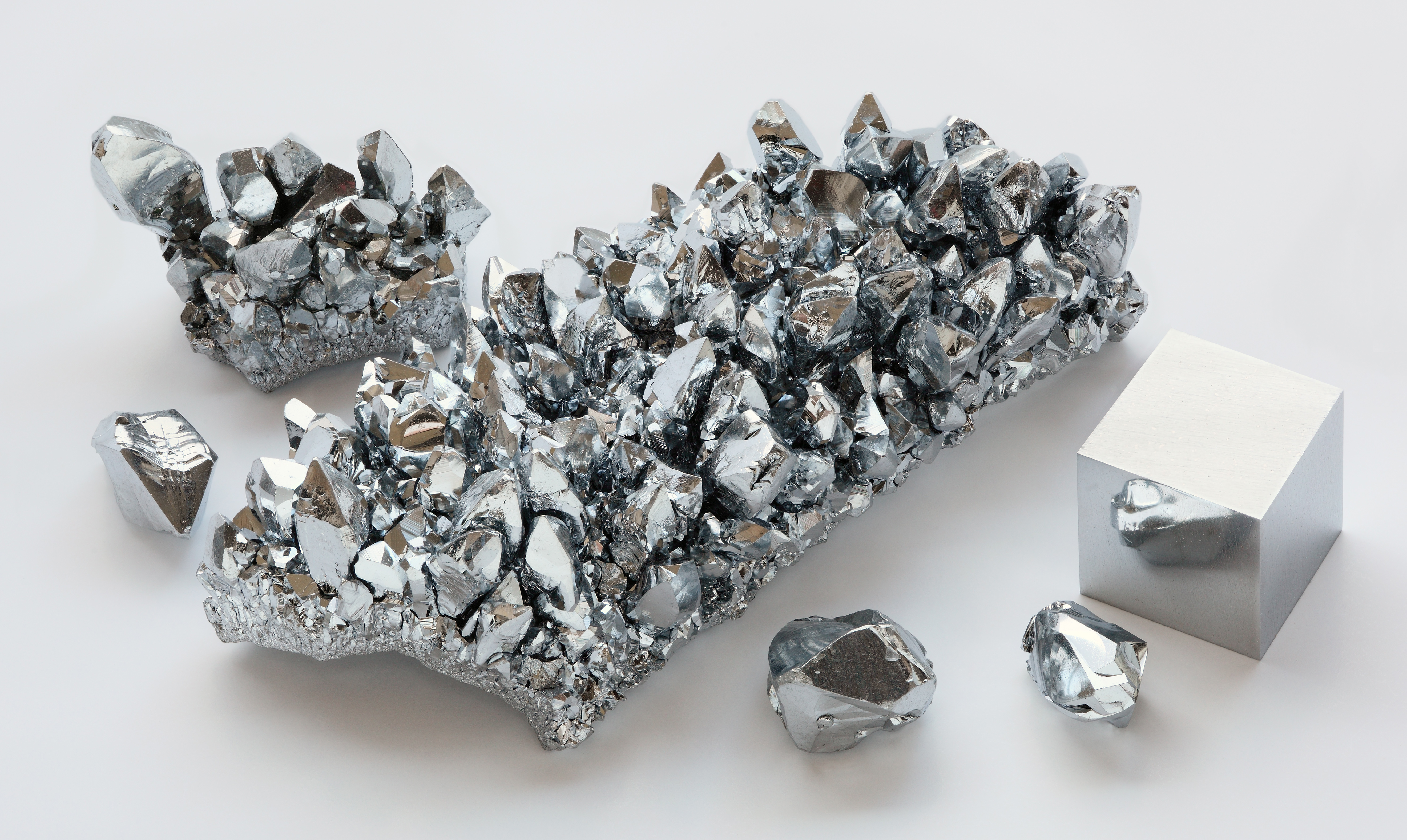
crom
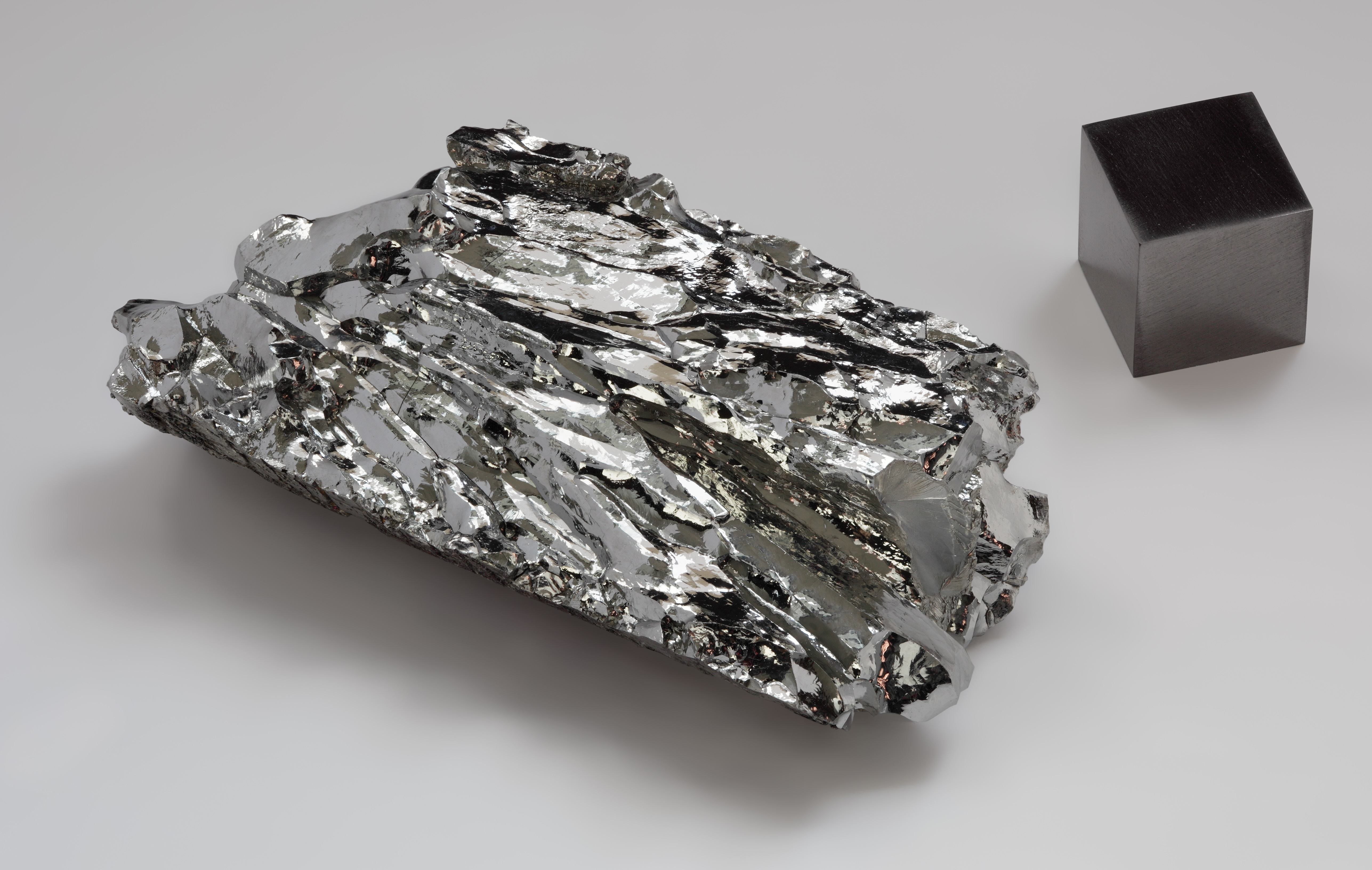
molibdè
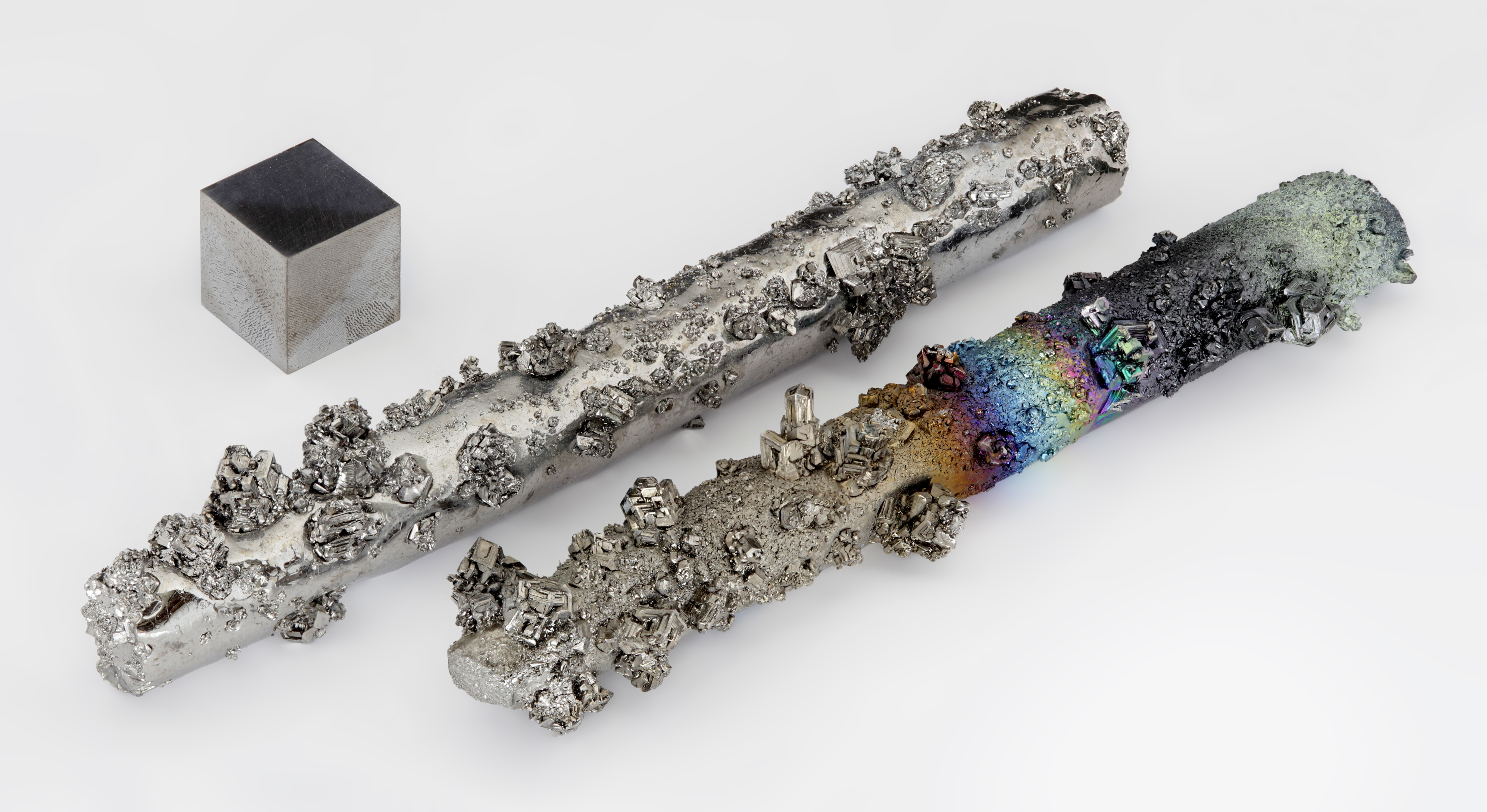
tungstè